# ヨハン・ヨーゼフ・フックス

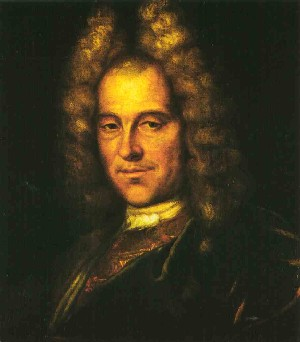
ヨハン・ヨーゼフ・フックス

ヨハン・ヨーゼフ・フックス（Johann Joseph Fux, 1660年 - 1741年2月13日）は、オーストリアのバロック音楽の作曲家、オルガンおよびチェンバロ奏者。

## 生涯
現在のシュタイアーマルク州ヒルテンフェルトの農家の家系で1660年頃に生まれた。若い頃のことはほとんど知られていない。1680年にはグラーツ大学の学生であったことが判明している。
1681年から1695年までインゴルシュタットの大学で法学を学ぶ傍ら、聖モーリツ教会のオルガニストとして奉職。Juliana Claraと結婚した1696年にウイーンのショッテン教会（「スコットランド教会」の意味だがスコットランド国教会ではなく、当時ドイツ語で「スコットランド人 (Schotten)」と呼ばれていたアイルランド人に由来するローマ・カトリック教会である。12世紀にレーゲンスブルクから招かれたアイルランド人司祭によって建てられたベネディクト派修道院「ショッテン修道院」に付属する。）のオルガニストに就任、1701年まで務める。この頃に結婚したと推定される。1698年、神聖ローマ皇帝レオポルト1世によって宮廷音楽家に任命される。オーストリアは1683年の第二次ウィーン包囲から続く大トルコ戦争を遂行中で宮廷の財政に余裕がなく、高給取りのイタリア人の代わりにドイツ人のフックスを雇ったものと考えられる。1700年に宮廷楽長アントニオ・ドラーギ死去。楽長位が空位のままマルカントニオ・ジアーニ（ツィアーニとも表記される）がヴェネツィアから招かれ宮廷副楽長に就任。レオポルト1世はドラーギの長年の忠誠と貢献を讃えるために楽長位を空位としたものと見られる。この頃からフックスもオペラの作曲を担うようになる。
1705年にウィーンのシュテファン大聖堂の第二楽長に抜擢される。皇帝レオポルト1世崩御。1711年には皇帝ヨーゼフ1世も天然痘により崩御。前任者のジアーニの楽長就任に伴い、皇帝カール6世によって宮廷副楽長に任命される。正式な就任は1713年であった。1713年に聖シュテファン大聖堂の第一楽長に就任。宮廷楽長となる1715年まで務める。1715年に楽長ジアーニ死去、宮廷作曲家アントニオ・カルダーラが「宮廷楽長又は副楽長の地位を求める上申書」をカール6世に提出する。カルダーラはスペイン継承戦争さなかの1708年にスペイン国王位の継承を目指していたカール6世（当時はカール親王大公）に仕えカール6世の婚礼の祝宴のためのオペラを作曲した経歴があり、カール6世の音楽家としては先任であること、自身がジアーニと同じヴェネツィア出身であり、宮廷にとって重要な政治宣伝の場となるヴェネツィアでのオペラ公演の際に優位であること（これはレオポルト1世がジアーニを招いた理由でもある）等を主張したと考えられるが、カール6世はフックスを、すぐさま宮廷楽長に就任させた（カルダーラは1716年に副楽長になるが、カール6世はフックスを上回る俸給を与えることでカルダーラの面子を保った）以後フックスは終生この地位に在り続ける。
1723年に祝祭オペラ『コスタンツァとフォルテッツァ』（「堅固と不抜」または「節操と力」、Costanza e Fortezza ）を作曲。この曲はカール6世のボヘミア王戴冠の式典のため作曲され、莫大な費用をかけてプラハ城で演奏された。この時の上演は極めて豪華で、ウィーン以外の音楽家たち、例えばタルティーニやクヴァンツ、ゼレンカら優れた音楽家がオーケストラのメンバーに加わっており、また皇帝カール自身もチェンバロの演奏をした。この時フックスは痛風のため歩行が困難だったため、カール6世はフックスを籠に乗せてプラハまで送迎したと伝えられる。1725年には最もよく知られた著書『グラドゥス・アド・パルナッスム』(Fux 1725)を発表した。ラテン語で書かれたこの対位法の教程書はJ.S.バッハの蔵書にもあり、モーツァルトやベートーヴェンもこれで勉強したと伝えられる。教程のアイデアはジローラモ・ディルータとほぼ同一であったが、フックス独自のルールも付加されており、絶大な影響力を19世紀のフランスで得ることになる。1734年頃に妻Juliana Claraが死亡、その後の作品は宗教的な色彩を帯びるようになった。
1741年2月13日、皇帝カール6世崩御の翌年、ウィーンで死亡した。

## 人物
フックスは死ぬまで宮廷楽長を務めたが、フックスに対する皇帝の信頼は厚く、前述の対位法の教程書の出版費用はカール6世自らが負担した。また、フックスの元には副楽長のアントニオ・カルダーラ、宮廷詩人アポストロ・ゼーノら、優れた才能が多く在り、オペラや音楽劇が華やかに催され、バロック音楽の最後の花を咲かせた。
フックスの名は死後まもなく忘れられたが、宗教音楽は引き続き演奏され、作品は遺族に受け継がれた。100年後の19世紀中頃、モーツァルトの作品を整理したケッヘルがフックスに興味を持ち、伝記と作品目録を出版した。これをきっかけに、この古い宮廷作曲家に対する興味が引き起こされ、オーストリア記念碑シリーズ（Denkmäler der Tonkunst in Österreich ）で再出版され、フックスは教師としてだけではなく、立派な作曲家として日の目を見ることになった。
フックスの様式はポリフォニー書法を主体とした中に近代的なナポリ楽派の様式を織り交ぜている。また、器楽曲にはフランス（リュリ）やイタリア（コレッリ）の影響がみられる。作品には、19曲のオペラ、10曲のオラトリオ、29のパルティータ、序曲の他、約57の挽歌や詩篇がある。教則本にも作品が取り上げられ、ピアノ初心者にもフックスの小品はなじみが深い。
長らく原著のグラドゥス・アド・パルナッスムの現代語訳は入手が困難であったが、2020年に訳出者を変えたフランス語訳が入手できるようになった。18世紀に出版されたドイツ語訳は2021年にolms社から再版されている。

## 著書
- Fux, Johann Joseph (1725). Gradus Ad Parnassum, sive manuductio ad compositionem musicae regularem, methodo nova, ac certa, nondum ante tam exacto ordine in lucem edita
- ヨハン・ヨゼフ・フックス 著、坂本良隆 訳『古典対位法 Gradus ad Parnassum』音楽之友社、1950年（原著1725年）。
  - (Fux 1725)の翻訳本として出版されているが、実質アルフレッド・マンによって抄訳された独語翻訳(Fux & Mann 1938)を底本としているため、完訳ではない。
- Fux, Johann Joseph; Mann, Alfred (1938) [1725]. Die Lehre vom Kontrapunkt (Gradus Ad Parnassum). Moeck
- Gradus ad Parnassum de Johann Joseph Fux, Traduction inédite et intégrale de Simonne Chevalier, ISBN 978-2-95560-9-361[14]
- Johann Joseph Fux - Gradus ad Parnassum oder Anführung zur Regelmäßigen Musikalischen Composition auf eine neue, gewisse, und bishero noch niemahls in so deutlicher Ordnung an das Licht gebrachte Art. Aus dem Lateinischen ins Teutsche übersetzt, mit nöthigen und nützlichen Anmerckungen versehen und herausgegeben von Lorenz Christoph Mizler, 68,00 EUR, ISBN 978-3-48731-199-9